# Distrikt Nyabihu
Der Distrikt Nyabihu (Kinyarwanda Akarere ka Nyabihu) ist einer der sieben Distrikte (kinyarwanda: akarere) der Westprovinz in Ruanda.

## Geographie

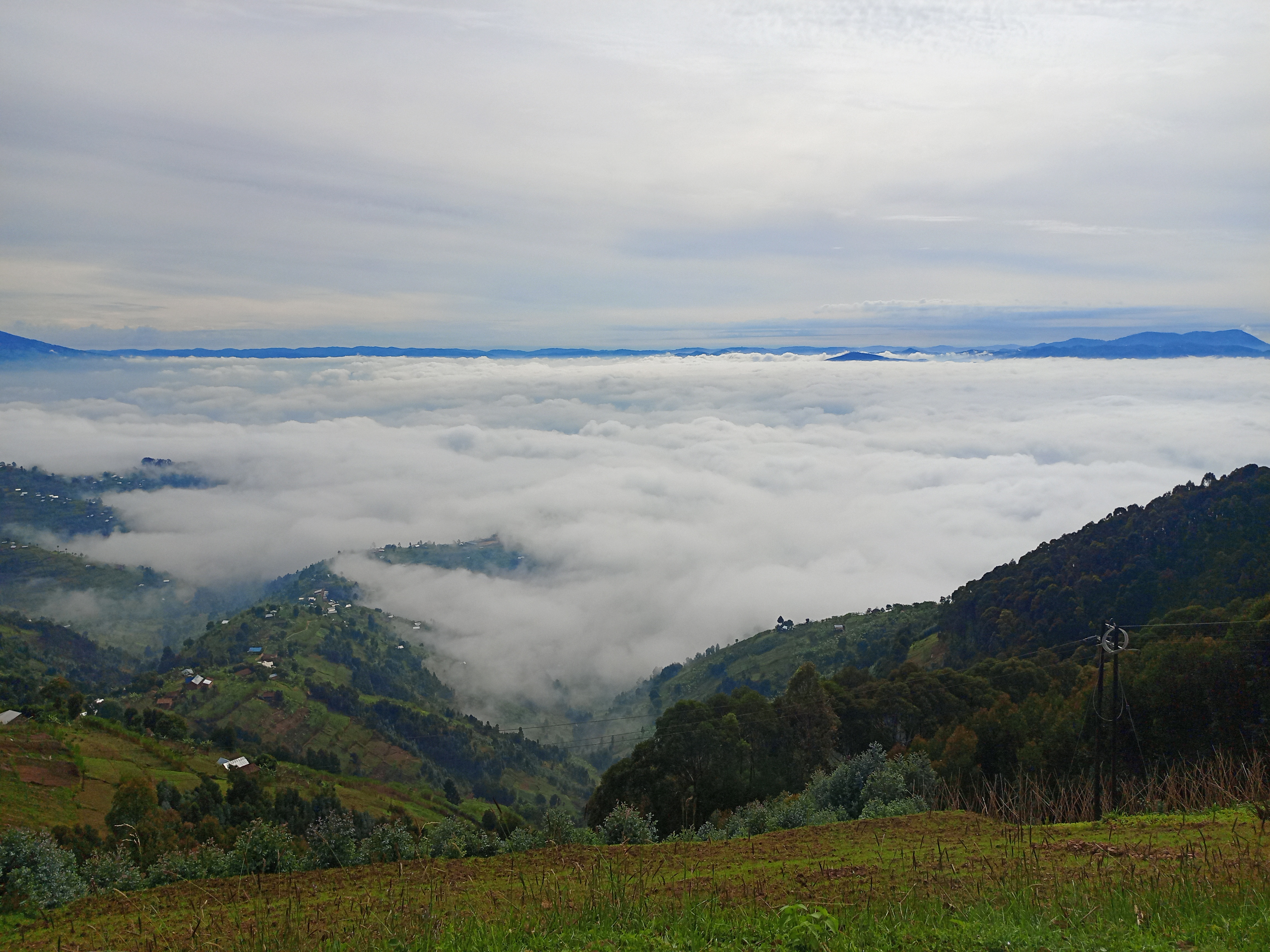
Wolken über den Hügeln im Distrikt

Im Norden grenzt Nyabihu an die Demokratische Republik Kongo. Nachbardistrikte innerhalb der Westprovinz sind im Westen Rubavu, im Südwesten  Rutsiro und im Südosten Ngororero. Im Norden und Osten grenzt der Distrikt an die Nordprovinz und die Distrikte Musanze bzw. Gakenke. Nyabihu unterteilt sich in 12 Sektoren (imirenge) und 73 Verwaltungsuntereinheiten (utugari). Die Sektoren sind Bigogwe, Jenda, Jomba, Kabatwa, Karago, Kintobo, Mukamira, Muringa, Rambura, Rugera, Rurembo und Shyira. Das Bezirksamt befindet sich im Mukamira-Sektor. Der Distrikt hat eine Fläche von 531,5 km² und weist 473 Dörfer auf.
Südöstlich von Mukamira im Sektor Karago befinden sich der Karago-See und weitere kleine Seen.

## Bevölkerung

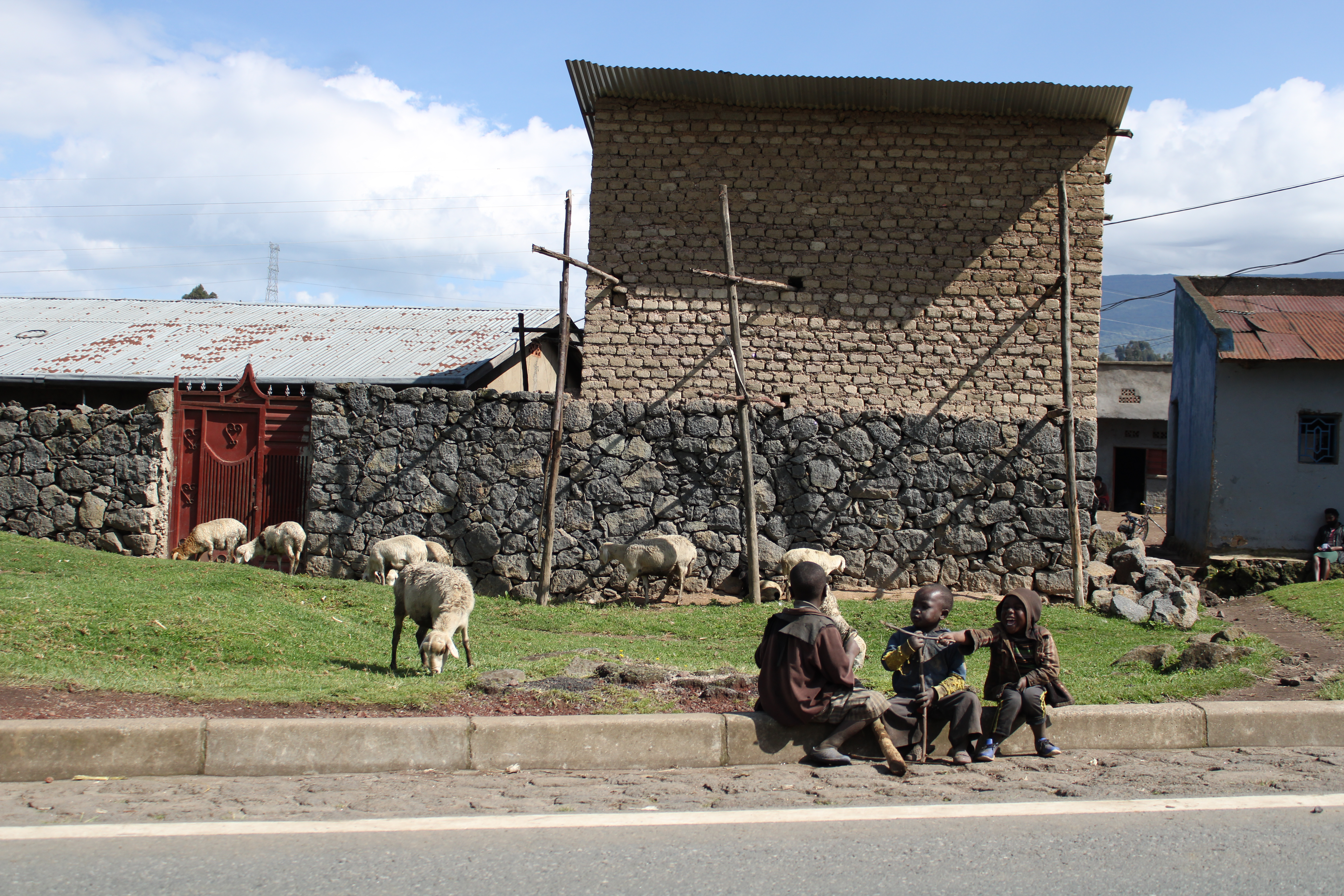
Kinder im Dorf Kora

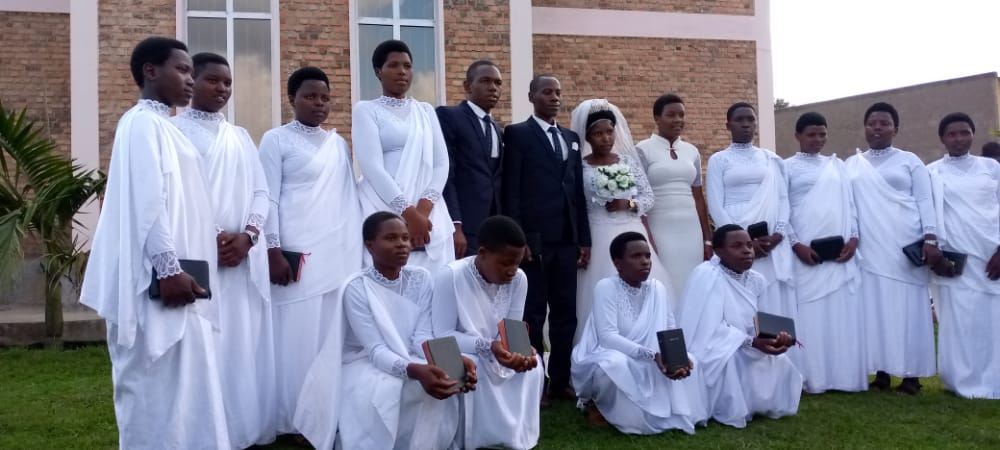
Hochzeitsgesellschaft in Mukamira

Die Bevölkerung zählte Stand 2022 insgesamt 319.047. Der Bevölkerungstrend ist zunehmend.
|          |          | Fläche [km²] | 2002    | 2012    | 2022    |
| -------- | -------- | ------------ | ------- | ------- | ------- |
| Distrikt | Nyabihu  | 531,6        | 268.367 | 294.740 | 319.047 |
| Sektor   | Bigogwe  | 52,22        |         | 31.657  | 34.439  |
| Sektor   | Jenda    | 47,83        |         | 34.648  | 43.168  |
| Sektor   | Jomba    | 35,03        |         | 20.610  | 21.897  |
| Sektor   | Kabatwa  | 52,04        |         | 18.971  | 20.841  |
| Sektor   | Karago   | 38,12        |         | 25.681  | 25.832  |
| Sektor   | Kintobo  | 27,43        |         | 15.379  | 15.315  |
| Sektor   | Mukamira | 38,57        |         | 28.675  | 33.013  |
| Sektor   | Muringa  | 68,25        |         | 22.876  | 22.599  |
| Sektor   | Rambura  | 63,66        |         | 28.484  | 28.820  |
| Sektor   | Rugera   | 41,19        |         | 24.236  | 26.938  |
| Sektor   | Rurembo  | 39,71        |         | 23.689  | 24.399  |
| Sektor   | Shyira   | 33,71        |         | 19.834  | 21.786  |

## Verkehr
Durch den Norden des Distrikts verläuft in Südwest-Nordost-Richtung die Nationalstraße 2. Von dieser zweigt in Mukamira die Nationalstraße 16 nach Südosten ab und in Sashwara die Nationalstraße 18 nach Norden. Die Nationalstraßen 2 und 16 sind innerhalb des Distrikts durchgängig asphaltiert, nicht jedoch die Nationalstraße 18 und die District Roads (Stand 2022).